# Martina Spigarelli
Martina Spigarelli (* 12. Mai 1992 in Desio) ist eine italienische Tennisspielerin.

## Karriere
Spigarelli spielt hauptsächlich auf der ITF Women’s World Tennis Tour, wo sie bislang drei Einzel- und sechs Doppeltitel gewann.
In der deutschen 2. Tennis-Bundesliga spielte sie 2019 für den Tennis- und Hockeyclub von Horn und Hamm.

## Turniersiege

### Einzel
| Nr. | Datum            | Turnier   | Kategorie   | Belag | Finalgegnerin    | Ergebnis      |
| --- | ---------------- | --------- | ----------- | ----- | ---------------- | ------------- |
| 1.  | 3. August 2014   | Timisoara | ITF $10.000 | Sand  | Cristina Ene     | 6:4, 6:4      |
| 2.  | 9. August 2015   | Targu Jiu | ITF $10.000 | Sand  | Irina Fetecău    | 2:6, 6:1, 6:4 |
| 3.  | 16. Februar 2020 | Iraklio   | ITF W15     | Sand  | Martina Colmegna | 6:2, 6:2      |

### Doppel
| Nr. | Datum             | Turnier                  | Kategorie   | Belag | Partnerin            | Finalgegnerinnen                      | Ergebnis         |
| --- | ----------------- | ------------------------ | ----------- | ----- | -------------------- | ------------------------------------- | ---------------- |
| 1.  | 10. Mai 2014      | Santa Margherita di Pula | ITF $10.000 | Sand  | Federica Arcidiacono | Luisa Marie Huber Natalia Siedliska   | 6:1, 6:4         |
| 2.  | 8. August 2015    | Targu Jiu                | ITF $10.000 | Sand  | Federica Arcidiacono | Daniela Farfan Giulia Pairone         | 6:0, 7:66        |
| 3.  | 20. Mai 2017      | Oeiras                   | ITF $15.000 | Sand  | Gaia Sanesi          | Sarah Beth Grey Olivia Nicholls       | 6:0, 6:2         |
| 4.  | 24. Juni 2017     | Sassuolo                 | ITF $15.000 | Sand  | Federica Arcidiacono | Carla Lucero Ana Sofía Sánchez        | ohne Spiel       |
| 5.  | 23. März 2019     | Tabarca                  | ITF W15     | Sand  | Oana Gavrilă         | Chantal Škamlová Oana Georgeta Simion | 7:5, 3:6, [10:8] |
| 6.  | 16. November 2020 | Iraklio                  | ITF W15     | Sand  | Verena Meliss        | Shavit Kimchi Maya Tahan              | 7:5, 6:2         |